# كريل الأعماق
ايفوزي الأعماق أو كريل الأعماق (الاسم العلمي:Bentheuphausia) هو جنس وحيد النوع من الحيوانات البحرية يتبع فصيلة ايفوزيات الأعماق من رتبة الايفوزيات.

## أنواع
النوع الوحيد هو ايفوزي الأعماق (الاسم العلمي:Bentheuphausia amblyops).